# Jean-Marie Banos
Jean-Marie Banos est un escrimeur canadien au sabre, athlète olympique et maître d'armes né à Lavelanet, en France le 10 février 1962. Il est le frère de l'athlète canadien Jean-Paul Banos.

## Biographie

### Jeunesse et formation
Jean-Marie Banos arrive au Québec avec sa famille en 1971. En 1973, il s'inscrit aux cours d'escrime dispensés par le maître d'armes Henri Sassine, qui dirige le club Scaramouche à Chibougamau. Son frère, Jean-Paul Banos, deviendra lui aussi un athlète olympique dans cette discipline.
Jean-Marie Banos participe aux Jeux du Québec de 1975 à 1977 au sabre. En 1981, il remporte les titres de champion canadien junior et senior. En 1988 et 1991, il remporte à nouveau le titre champion canadien.
À la fin des années 1970, il quitte Chibougamau pour poursuivre ses études à Montréal. Henri Sassine demeure son entraîneur et Banos fait nombreux aller-retour Montréal-Chibougamau pour continuer l'entraînement auprès de son maître d'armes.

### Carrière
Il participe aux Jeux olympiques d'été de 1984, de 1988, de 1992 et de 1996. Il prend sa retraite sportive en 1996, mais lors des Jeux olympiques d'été de 2004 et 2008, il participe comme entraîneur national de sabre.
Il est aujourd'hui professeur d'éducation physique au Collège Jean-de-Brébeuf à Montréal et entraîneur de l'équipe d'escrime Les Dynamiques de Brébeuf.

## Prix et distinctions
Le 24 novembre 2010, Jean-Marie Banos est intronisé au Panthéon des sports du Québec en compagnie de son frère Jean-Paul Banos.